# Sturzkampfgeschwader 76
A Sturzkampfgeschwader 76 foi uma unidade de bombardeiros de mergulho da Luftwaffe durante a Segunda Guerra Mundial, activa entre 1939 e 1940. Esta unidade de apoio aéreo próximo e ataque ar-solo combateu na Batalha de França e operou bombardeiros de mergulho Junkers Ju 87.

## Comandantes
- Hauptmann Walter Siegel, 1 de maio de 1939 - 9 de julho de 1940[1]